# 공작자리
공작자리(라틴어: Pavo)는 하늘의 남반구에 위치한 별자리이다. Pieter Dirkszoon Keyser와 Frederick de Houtman의 관측에 바탕하여 페트루스 플란키우스가 도입한 12개 별자리 중 하나이다. 공작자리는 1598년에 플란키우스와 요도쿠스 혼디우스가 공동제작하여 암스테르담에 내놓은 직경 35 센티미터 천구의에서 처음 나타나며, 요한 바이어의 1603년 별자리 지도책 《우라노메트리아》에서도 찾을 수 있다. 1756년에는 프랑스의 탐험가이자 천문학자인 니콜라 루이 드 라카유가 공작자리의 별들에 바이어 명명법에 따른 이름을 부여했다. 공작자리와 두루미자리, 봉황자리, 큰부리새자리를 함께 묶어 "남반구의 새들"(Southern Birds)이라고도 한다.
공작자리에서 가장 밝은 공작자리 알파는 "피콕"이라고도 하며, 실시등급 1.91의 청백색 별인데, 사실 분광쌍성이다. 공작자리 델타는 지구에서 19.9 광년 떨어진 태양과 유사한 별이다. 행성을 거느리고 있는 항성계 6개가 공작자리에서 발견되었으며, 그 중 HD 181433은 슈퍼지구를 거느리고 있고, HD 172555은 지난 수천년 이내에 대규모 행성간 충돌이 일어났다는 증거가 발견되어 있다. 공작자리의 심원천체로는 전천에서 세 번째로 밝은 구상성단인 NGC 6752, 우리 은하를 닮았으나 크기는 두 배가 큰 나선은하 NGC 6744 등이 있다. 공작자리는 2개의 유성우(공작자리 델타 유성우, 공작자리 8월 유성우)의 복사점이다.

## 역사와 신화

### 별자리 역사

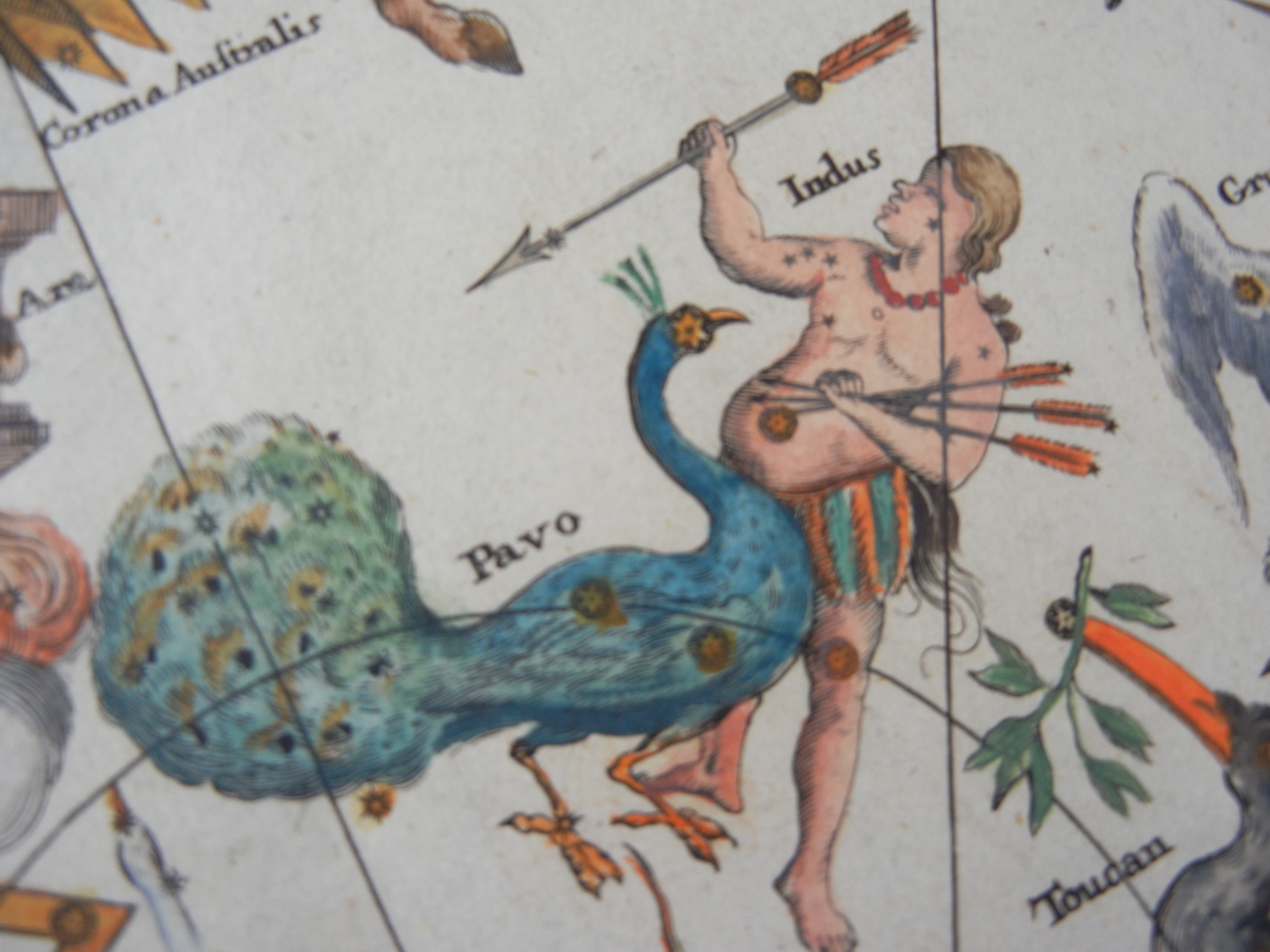
요한 가브리엘 도플마이어의 별지도책에 그려진 공작자리와 인디언자리. 1742년경 작품.

공작자리는 네덜란드 천문학자 페트루스 플란키우스가 네덜란드 탐험가 Pieter Dirkszoon Keyser와 Frederick de Houtman가 동인도 제도에서 제1차 인도네시아 탐사를 벌이던 당시 관측한 남반구 하늘에 대한 자료를 바탕으로 도입한 12개 별자리 중 하나이다. 이것이 역사상 처음으로 나타나는 것은 1598년에 플란키우스와 요도쿠스 혼디우스가 암스테르담에서 제작한 직경 35 센티미터 크기의 천구의이다.
공작자리가 별지도책상에 기록된 것은 독일의 요한 바이어가 1603년 제작한 《우라노메트리아》가 최초이다. 같은 해 프레데리크 더 호우트만도 자신의 남반구 항성목록에 "공작"(네덜란드어: De Pauww)이라는 이름으로 등재시켰다.
공작자리와 근처의 봉황자리, 두루미자리, 큰부리새자리를 함께 묶어 "남반구의 새들"(Southern Birds)이라고 하기도 한다. 공작자리의 라틴 학명은 공작을 의미하는 Pavo인데, 과거 Junonia Avis라는 학명이 사용되기도 했다. 이는 ‘유노의 새’라는 뜻이다.

### 그리스 신화의 공작
The National Space Institute의 전 전무 이사였던 Mark chartrand에 따르면 Plancius가 첫번째로 공작자리의 별무리를 다음과 같이 묘사한 것은 아닐 것이라고 한다. "지금 공작자리의 별무리는 그리스 신화의 아르고(Argo)호를 건조한 아르고스(Argos/Argus)라고 여겨진다. 제우스(Juno) 신은 아르고스를 공작으로 바꾼 뒤 아르고호와 함께 하늘에 올렸다."
사실 공작은 "별이 반짝이는 창공을 상징한다(했다)." 그리스인은 또 헤라(Hera) 여신이 공작이 끄는 이륜마차를 타고 천국으로 가는 것이라고도 믿었다고 한다.
```
공작과 "Argus"라는 명칭은 확연히 다른 신화도 있다. Whichlo에서는 다음과 같이 전해진다.
제우스(Zeus/Jupiter)가 아름다운 Argos의 공주에게 빠져 이오(Io)를 암소로 바꾼 후 그의 아내이자 누이인 헤라를 속이고 짝을 맺었다. 헤라는 제우스의 책략을 눈치 채고는 제우스에게 암소를 선물로 달라고 했다. 제우스는 이 합당한 요구를 거절할 수 없어 마지못해 헤라에게 암소를 주었다. 이오는 빠르게 추방되었고 헤라는 100개의 눈을 가진 생명체인 Argus Panoptes에게 이오가 제우스의 아이를 배지 않게 막도록  조처하게 했다. 그동안 제우스는 헤르메스(Hermes)에게 이오를 구해오도록 간청했고, 이에 헤르메스는 음악을 이용해 Argus Panoptes를 재운 후 살해했다. 헤라는 Argus를 기려 그의 눈을 그녀의 아끼는 새인 공작의 꼬리에 장식했다고 한다.
[
9
]
[
10
]
```

```
 이처럼 상술했듯이 오비디우스 시인(로마의 시인)의 변용 역시 Argus Panoptes의 죽음은 명백한 하늘의 언급을 다음과 같이 포함하고 있다. "Argus는 죽음에 놓였다. 매우 밝게 꺼져가는 수많은 눈들은 모두 하나의 밤으로 덮여갔다. Saturnia [Hera]는 그 눈들을 회수하여 그녀의 새[the peacock, Pavo]의 깃털에 놓았다. 그리고는 공작의 꼬리를 빛나는 보석으로 채웠다."
[
11
]
```

네덜란드의 천문학자들이 공작자리를 만들 때 그리스 신화를 생각했는지는 확실하지 않지만 Keyser와 De Houtmann의 Placius를 통해 다른 별자리들과 함께 소개되었다. 새로운 별자리 중 "공작"은 고대 그리스의 파란(Blue) 공작보다는 동인도 제도와 조우했던 탐험가들의 푸른(Green) 공작으로 언급되었을 것이다.

### 그리스 이외의 문화권
호주 노던 준주의 와다만족은 공작자리와 그 옆의 제단자리를 날아다니는 여우라고 보았다.

## 별자리의 모습
공작자리는 북쪽으로 망원경자리, 서쪽으로 극락조자리와 제단자리, 남쪽으로 팔분의자리, 동쪽과 북동쪽으로 인디언자리와 맞닿아 있다. 별자리의 각면적은 378 평방도이며, 88개 현대 별자리 중 44번째로 넓고 전천의 0.916%를 점유하고 있다. 1922년에 국제천문연맹에서 채택한 공작자리의 3글자 약어는 "Pav"이다. 공식적인 별자리 경계는 1930년에 외젠 조지프 델포르트가 정했으며, 그 모양은 십각형이다. 적도 좌표계에서 이 경계 범위의 적경 좌표는 18시 10.4분 ~ 21시 32.4분이고 적위 좌표는 −56.59° ~ −74.98°이다. 공작자리는 가장 남쪽에 있는 별자리들 중 하나이기 때문에, 위도 북위 30도 이상의 북반구에서는 항상 지평선 아래 가라앉아 있어 볼 수 없다. 반대로 남위 50도 이상의 남반구에서는 항상 볼 수 있는 주극성좌다. 공작자리의 별 중 일부는 호주에서 "냄비"(the Saucepan)라고 부르는 성군을 형성한다. "냄비"는 천구의 남극을 가리키는 지표로 사용된다.

## 관측할 만한 것

### 행성계와 파편 원반
행성계가 존재하는 항성이 여섯 개 발견되었다. 주황색 별 HD 181433에서 행성이 세 개 발견되었는데, 공전주기 9.4일의 슈퍼지구 하나와 공전주기 각 2.6년 및 6년의 거대가스행성 둘이다. HD 196050과 HD 175167는 태양과 유사한 G형 황색 왜성이고, HD 190984는 태양보다 약간 더 크고 더 뜨거운 F형 주계열성이다. 이 세 별은 모두 거대가스행성을 하나씩 달고 있다. HD 172555는 젊은 백색 A형 주계열성으로, 과거 수 천 년 전에 대형 충돌이 있었던 것으로 보이는 행성이 두 개 있었다. 분광 관측 결과 발견된 대량의 이산화규소 기체는 두 행성 중 달 만한 작은 쪽은 파괴되었고, 수성 만한 큰 쪽은 심한 손상을 입었다는 것을 보여준다. 충돌의 증거는 NASA의 스피처 우주망원경이 포착했다. 공작자리의 남쪽에 있는 공작자리 엡실론은 3.95등급의 백색 주계열성이며, 지구에서 105 광년 떨어진 분광형 A0Va 항성이다. 이 별은 약 107 AU 거리에 있는 먼지 고리로 둘러싸여 있는 것으로 보인다.

### 심원천체

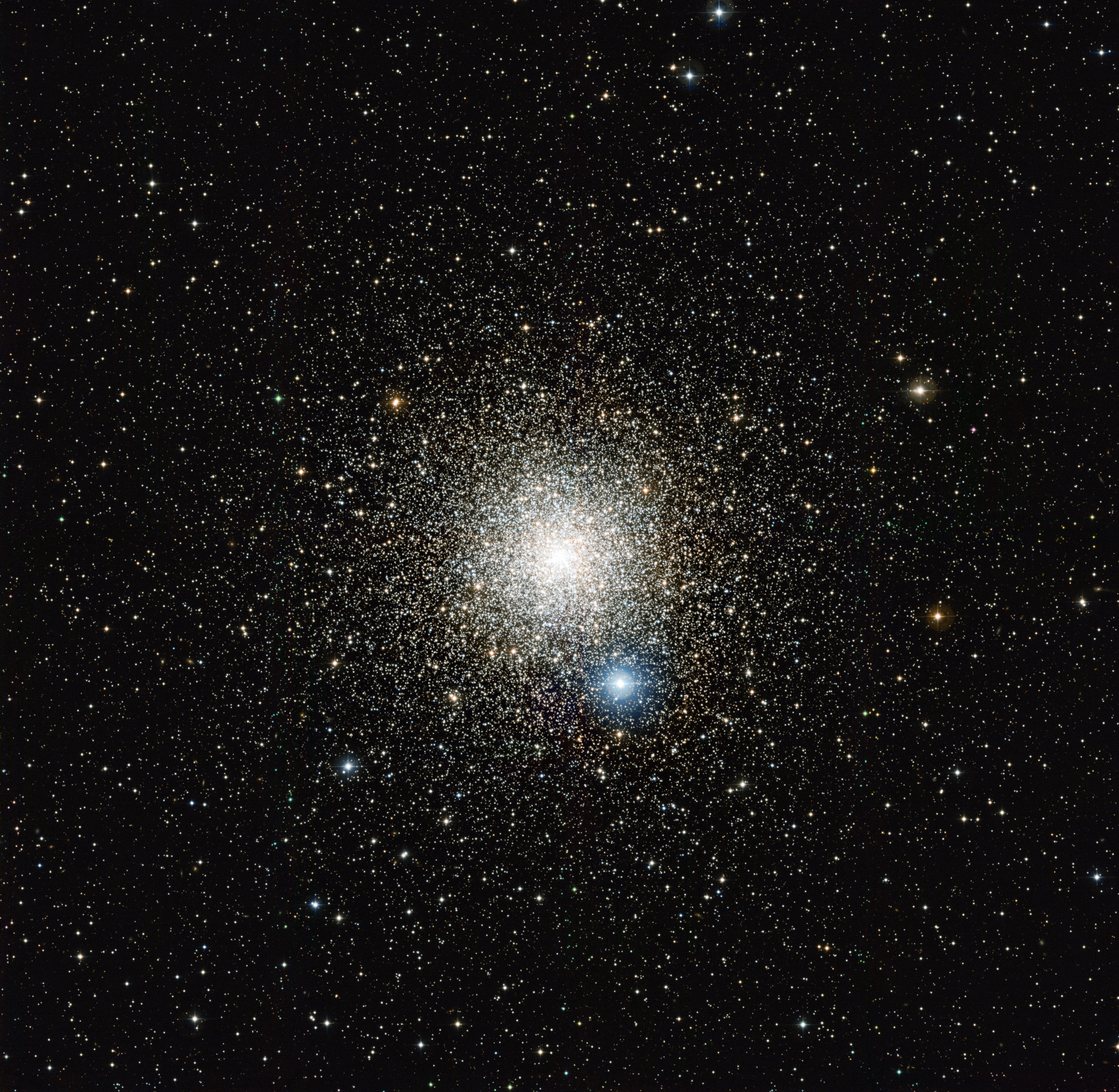
구상성단 NGC 6752는 약 100,000 개의 항성을 포함하고 있다.

공작자리의 심원천체로는 우선 구상성단 NGC 6752가 있다. NGC 6752는 전천의 구상성단 중 큰부리새자리 47과 센타우루스자리 오메가에 이어 세 번째로 밝다. 지구에서는 100 광년쯤 떨어져 있으며, 약 100,000개의 항성을 포함하고 있는 것으로 생각된다. 여기서 남쪽으로 3 도 이동하면 NGC 6744가 있다. NGC 6744는 지구에서 약 3천만 광년 떨어진 나선성운으로, 그 모양이 우리 은하와 흡사하나 크기는 두 배 더 크다. 2005년에는 이 은하에서 Ic형 초신성이 발견되었다. SN 2005at라는 번호가 주어졌고, 16.8 등급까지 밝아졌다. 공작자리 에타 북동쪽으로 10 각분 이동하면 왜소은하 IC 4662가 있다. 그 등급은 11.62등급이고, 지구에서의 거리는 8백만 광년이다. 이 은하에는 다수의 폭발적 항성생성 구역이 존재한다. 공작자리 알파의 서쪽으로 1.7도 이동하면 밝기 14등급의 은하 IC 4965가 있는데, 이 은하는 섀플리 초은하단의 중심 구성원이다.

### 유성우
공작자리는 유성우 두 개, 즉 공작자리 델타 유성우(Delta Pavonids)와 공작자리 8월 유성우(August Pavonids)의 복사점이다. 공작자리 델타 유성우는 3월 21일부터 보이기 시작해 보통 4월 5일 내지 6일에 정점을 찍는다. 이 유성우는 그리그-멜리쉬(Grigg-Mellish) 혜성과 관계가 있는 것으로 생각된다. 공작자리 델타 유성우는 호주 퍼스 출신의 마이클 부하기어(Michael Buhagiar)가 발견했다, 부하기어는 1969년에서 1980년 사이 11년 동안 6번의 유성우를 관측했다. 공작자리 8월 유성우는 8월 31일을 전후해서 정점을 찍으며, 핼리형 혜성인 레비 (P/1991 L3) 혜성과 관련이 있는 것으로 생각된다.

## 참고 자료
- Levy, David H. (2008). 《David Levy's Guide to Observing Meteor Showers》. Cambridge, United Kingdom: Cambridge University Press. ISBN 978-0-521-69691-3.